# 超新星宇宙學計畫
超新星宇宙學計畫（Supernova Cosmology Project）是應用來自Ia超新星的紅移資料研究加速宇宙和因此宇宙常數是正值可能性的兩個研究小組之一。這個專案的主持人是劳伦斯伯克利国家实验室的索羅·珀爾穆特，成員來自澳大利亞、智利、法國、西班牙、瑞典、英國和美國，總計31人。
這個發現被科學雜誌評選為"1998年的突破" ，並且和高紅移超新星搜索隊共同獲得2007年的宇宙學格魯獎。在2011年，珀爾穆特和高紅移團隊的亚当·里斯與布萊恩·施密特共同獲得諾貝爾物理獎。
2014年，因「基礎性地發現與探索中微子震盪，顯示出超越粒子物理學標準模型的新領域」，施密特、里斯與高紅移超新星搜索隊成員、珀尔马特與超新星宇宙學計畫實驗團隊共同榮獲2015年基礎物理學突破獎。

## 專案成員
這個團隊在2007年宇宙學的格魯獎列出的成員如下： 
- 索羅·珀爾穆特，劳伦斯伯克利国家实验室
- Gregory Aldering，劳伦斯伯克利国家实验室
- Brian J. Boyle, Australia Telescope National Facility
- Patricia G. Castro, Instituto Superior Técnico, Lisbon
- Warrick Couch, 斯文本科技大學
- Susana Deustua，美國天文學會
- Richard Ellis，加州理工學院
- Sebastien Fabbro, Instituto Superior Técnico, Lisbon
- Alexei Filippenko，加州柏克萊大學 (稍後成為高紅移超新星搜索隊的成員)
- Andrew Fruchter, 太空望遠鏡科學研究所
- Gerson Goldhaber ]，劳伦斯伯克利国家实验室
- Ariel Goobar, 斯德哥爾摩大學
- Donald Groom]，劳伦斯伯克利国家实验室
- Isobel Hook，牛津大學
- 麥克·歐文，劍橋大學
- Alex Kim]，劳伦斯伯克利国家实验室
- Matthew Kim
- Robert Knop, 范德堡大學
- Julia C. Lee，哈佛大學
- Chris Lidman, 歐洲南天天文台
- Richard McMahon，劍橋大學
- Thomas Matheson, NOAO 雙子科學中心
- Heidi Newberg, 伦斯勒理工学院
- Peter Nugent]，劳伦斯伯克利国家实验室
- Nelson Nunes，劍橋大學
- Reynald Pain, CNRS-IN2P3，巴黎
- Nino Panagia, 太空望遠鏡科學研究所
- Carl Pennypacker, 加州柏克萊大學
- Robert Quimby, 德州大學
- Pilar Ruiz-Lapuente, 巴塞隆納大學
- Bradley E. Schaefer, 路易斯安那州立大学
- Nicholas Walton，劍橋大學

## 外部連結
- Supernova Cosmology Project Mainsite （页面存档备份，存于）